# Grotta di Ciccio Felice
La grotta di Ciccio Felice è una cavità naturale che si apre sul versante orientale del monte Salviano in corrispondenza della strada 6 del Fucino nel territorio comunale di Avezzano, in Abruzzo. Dista poche centinaia di metri dai cunicoli di Claudio.

## Origini del nome

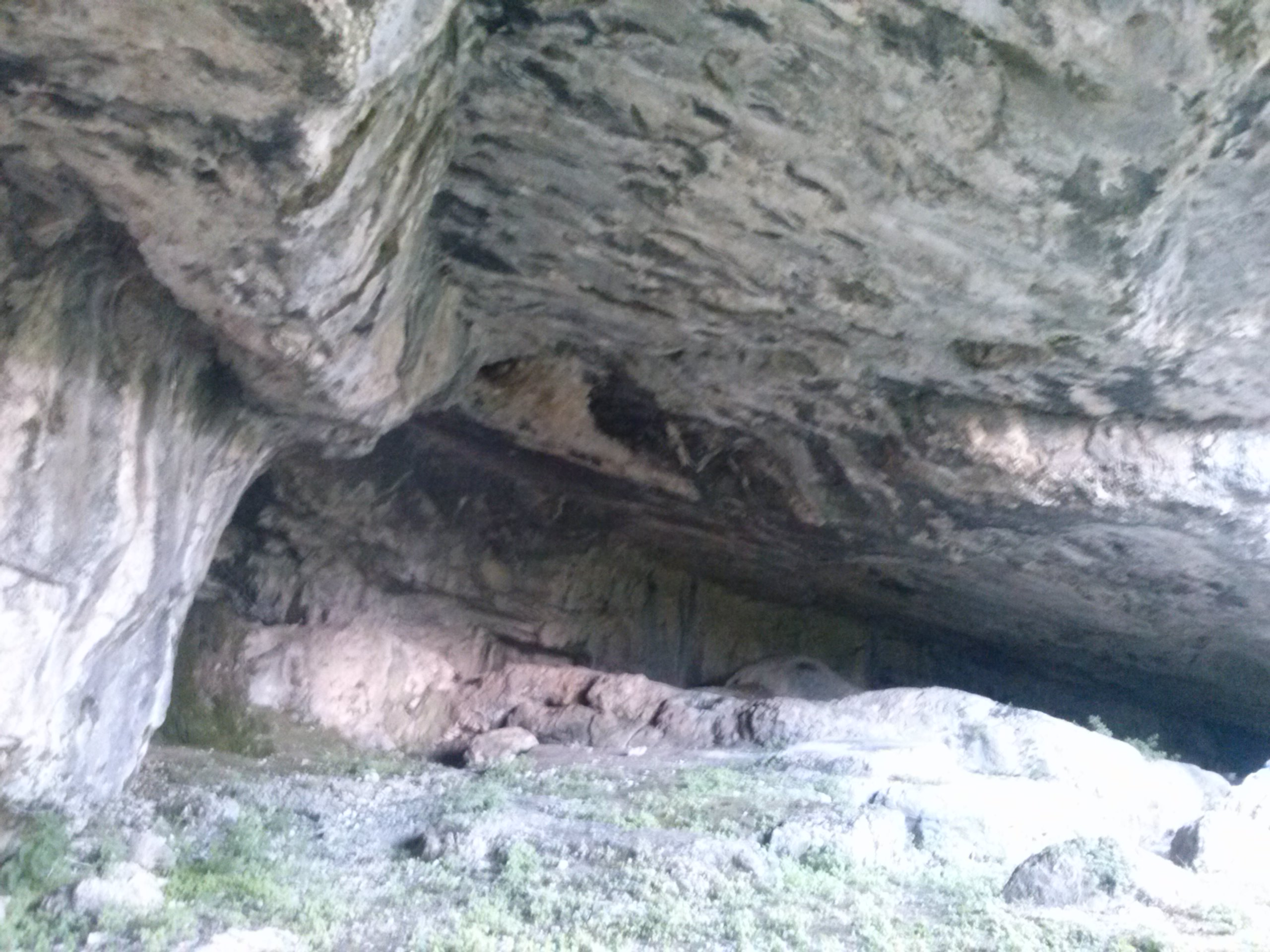
Interno della grotta

Sul nome della grotta si registrano diverse ipotesi, una di queste è collegata al nome di un amministratore locale del XIV secolo, Giovanni Di Ciccio, grazie al quale nel 1372 la località di Penna, contesa da Luco dei Marsi, venne confermata al territorio di Avezzano. Gli abitanti in segno di riconoscenza chiamarono la grotta Ciccio a San Felice, considerando che la "grotta santuario" all'interno ospitava una piccola chiesa rupestre intitolata al santo. Altre ipotesi legano il toponimo al nome del proprietario della caverna e dei terreni circostanti di località Selva, Francesco Felice Nanni o a quello di un frate laico di Tagliacozzo che durante il periodo rinascimentale vi ritrovò alcune monete d'oro.

## Storia

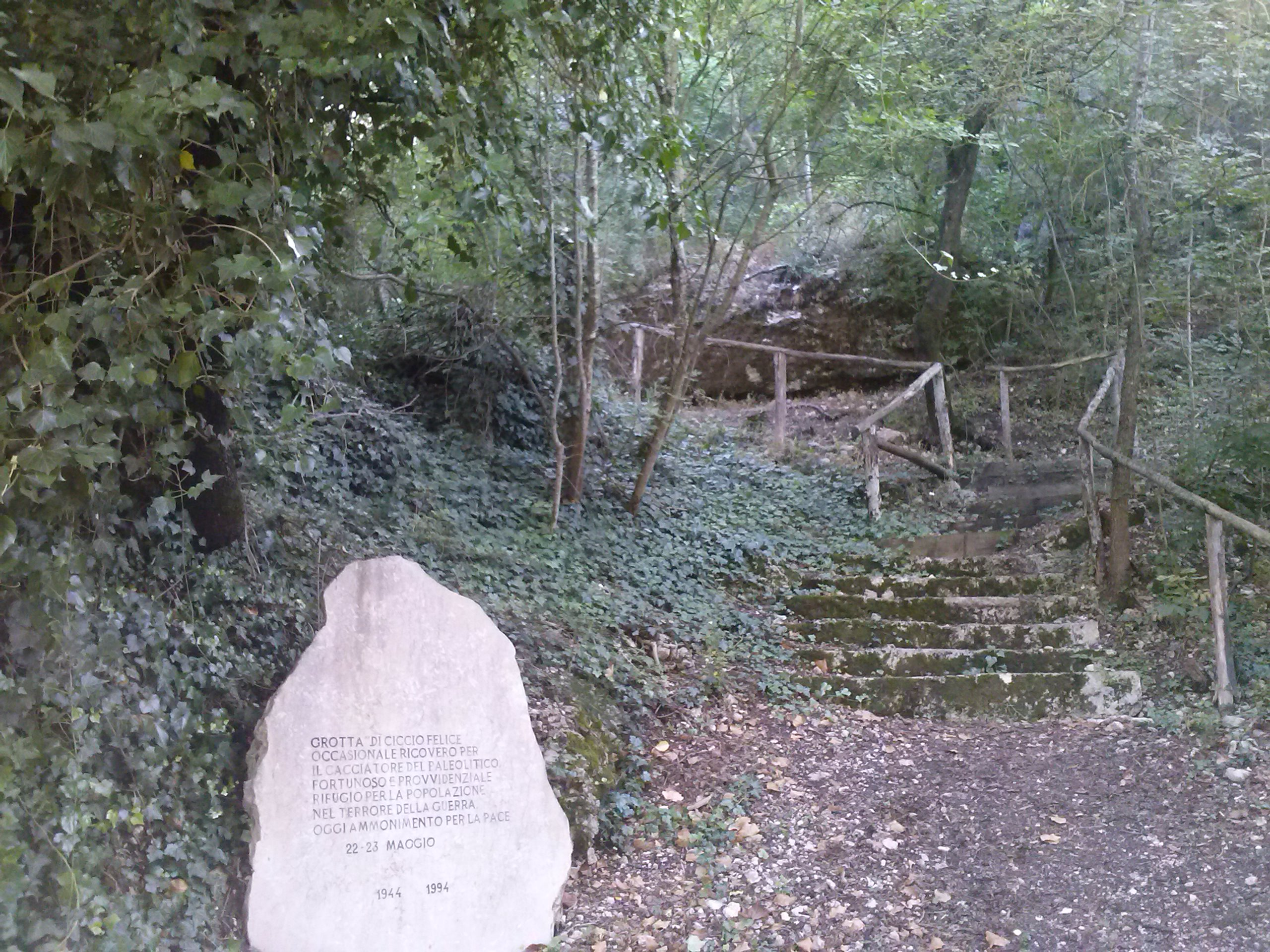
Lapide lungo il sentiero "Cammino della Pace", nei pressi della grotta

Le prime notizie scientifiche relative all'esplorazione e alle ricerche nella grotta di Ciccio Felice risalgono al 1949. Il soprintendente del museo nazionale preistorico etnografico Luigi Pigorini, l'archeologo Pietro Barocelli dopo una prima ricognizione effettuata in grotta insieme ad Antonio Mario Radmilli rese noti i primi risultati scientifici sulla base dei quali, attraverso ulteriori scavi e ricerche che si sono succeduti nel corso del XX secolo, sono state ricostruite in buona parte le vicende dell'uomo e le modalità del suo stanziamento nel territorio del Fucino relativamente agli ultimi 20.000 anni.
La cavità venne utilizzata come un santuario durante il periodo che va dal VII fino al I secolo a.C.. Al pari delle altre grotte presenti nel territorio del Fucino servì in antichità per scopi cultuali. Nel periodo tardomedievale ospitò la chiesetta rupestre dedicata a san Felice.

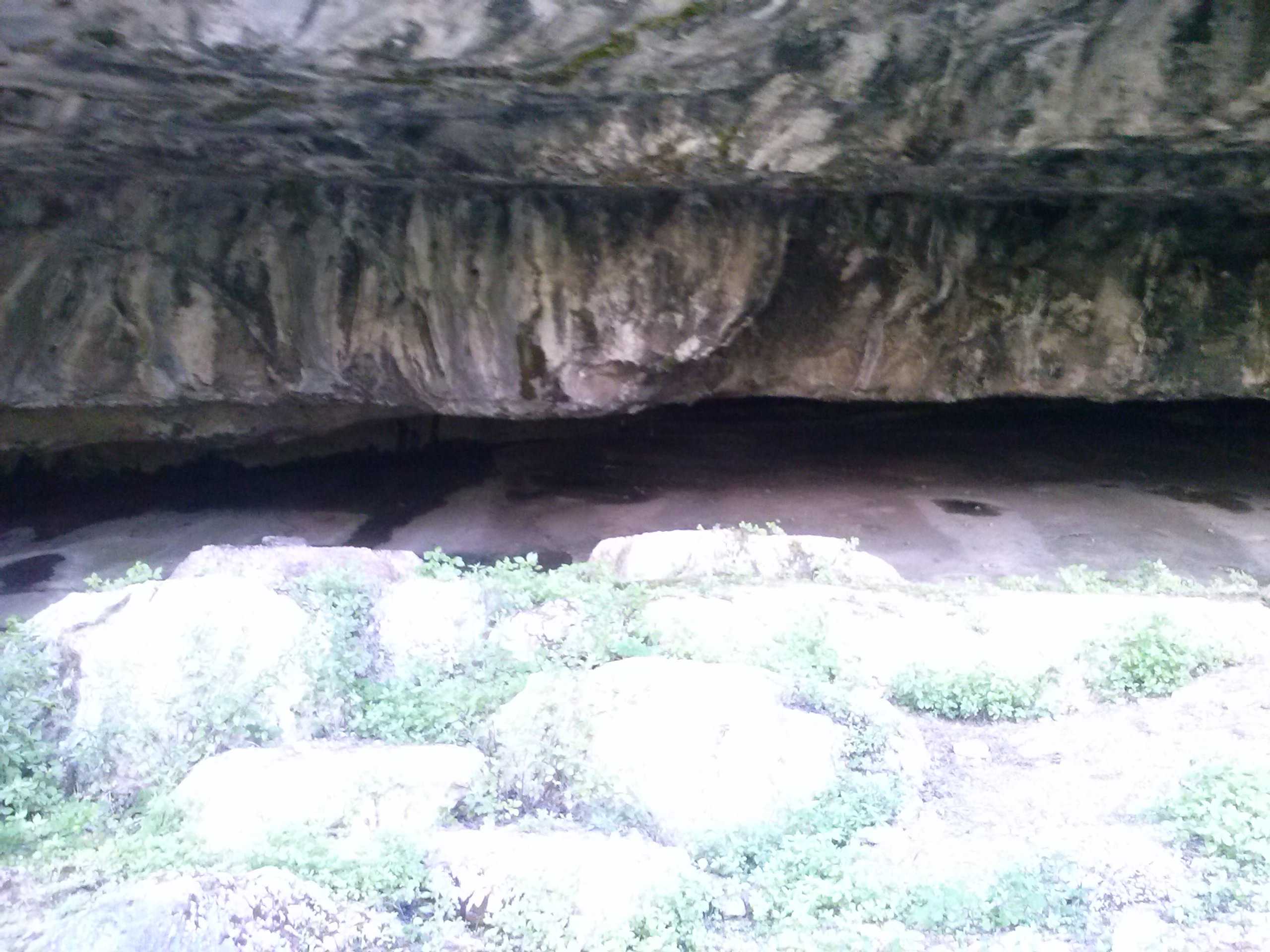
Particolare della grotta

### Paleolitico superiore
Le popolazioni bertoniane provenienti dalle regioni adriatiche lungo il corso del fiume Sangro si stabilirono, a cominciare dal Paleolitico superiore in modo pressoché stanziale, nelle numerose grotte che circondavano il bacino lacustre del Fucino; questo avvenne grazie anche alle caratteristiche climatiche rese miti dalla presenza del lago. Gli abitanti di questi luoghi erano dediti alla pratica della caccia al camoscio, alla marmotta e allo stambecco. Dal sito di interesse archeologico sono emersi vari strumenti per la caccia e frammenti litici risalenti al Paleolitico superiore e all'Eneolitico, oltre a numerose tracce strutturali riferibili all'Età del ferro e materiali ceramici databili IV-I secolo a.C. Elementi e frammenti di ex voto oltre a variegate statuette si riferiscono ai riti dei Marsi in onore delle locali divinità, in particolare della dea Angizia, il cui santuario era situato nel vicino sito archeologico di Lucus Angitiae. Altri materiali databili dopo il I secolo d.C. riportano all'avvento anche nell'area fucense del processo di romanizzazione dei popoli italici.

### Seconda guerra mondiale
La grotta venne utilizzata nel 1943 e 1944 da una parte dei cittadini avezzanesi come luogo di rifugio per scampare ai bombardamenti aerei delle unità militari anglo-americane durante la seconda guerra mondiale. Gli attacchi, preannunciati dalla sirena antiaerea, funzionante e presente sul tetto del palazzo municipale, causarono una distruzione pari a circa il 70% del patrimonio architettonico appena ricostruito dopo il disastroso terremoto del 1915.

## Descrizione
La grotta, un vero e proprio "rifugio sotto roccia", presenta una profondità di circa 10 metri, una larghezza pari a circa 23 e un'altezza che varia dai 2 ai 4 metri. La caverna è affiancata a poca distanza dalla grotta Afra, un riparo di più piccole dimensioni scoperto nel 1956. È raggiungibile dai cunicoli di Claudio attraverso il sentiero "Cammino della Pace" inaugurato nel 2024.